# マーロン・マリオ・ブランドン・ダ・シウベイラ
マーロン・マリオ・ブランドン・ダ・シウベイラ（MARLON Marlon Mário Brandão da Silveira、1987年1月26日 - ）は、ブラジル出身のプロサッカー選手。ポジションはFW。

## 来歴
サッカー留学生として来日し2003年に羽黒高等学校へ入学。チームの中心選手として活躍し、ジュビロ磐田の練習にも参加したが、その最中に骨折するなどの不運もあり磐田入団は叶わず、2006年にJ2・ザスパ草津とアマチュア契約、同年11月にプロC契約を締結した。
草津入団後は流暢な日本語を活かし、他ブラジル人選手との通訳も務めるなどチームに貢献したが、選手としては怪我に泣かされ続け、思うような活躍が出来ないまま2007年シーズン終了後に契約満了による退団が発表された。

## 所属クラブ
- 2003年 - 2005年  羽黒高等学校
- 2006年 - 2007年  ザスパ草津
- 2008年 - 2009年  公民足球隊

## 個人成績
| 国内大会個人成績 | 国内大会個人成績 | 国内大会個人成績 | 国内大会個人成績 | 国内大会個人成績 | 国内大会個人成績 | 国内大会個人成績 | 国内大会個人成績 | 国内大会個人成績 | 国内大会個人成績 | 国内大会個人成績 | 国内大会個人成績 |
| 年度             | クラブ           | 背番号           | リーグ           | リーグ戦         | リーグ戦         | リーグ杯         | リーグ杯         | オープン杯       | オープン杯       | 期間通算         | 期間通算         |
| 年度             | クラブ           | 背番号           | リーグ           | 出場             | 得点             | 出場             | 得点             | 出場             | 得点             | 出場             | 得点             |
| 日本             | 日本             | 日本             | 日本             | リーグ戦         | リーグ戦         | リーグ杯         | リーグ杯         | 天皇杯           | 天皇杯           | 期間通算         | 期間通算         |
| ---------------- | ---------------- | ---------------- | ---------------- | ---------------- | ---------------- | ---------------- | ---------------- | ---------------- | ---------------- | ---------------- | ---------------- |
| 2006             | 草津             | 29               | J2               | 3                | 0                | -                | -                | 0                | 0                | 3                | 0                |
| 2007             | 草津             | 13               | J2               | 2                | 0                | -                | -                | 0                | 0                | 2                | 0                |
| 通算             | 日本             | 日本             | J2               | 5                | 0                | -                | -                | 0                | 0                | 5                | 0                |
| 総通算           | 総通算           | 総通算           | 総通算           | 5                | 0                | -                | -                | 0                | 0                | 5                | 0                |